# 나가미네 히로노리
나가미네 히로노리(일본어: 長峯 宏範, 1973년 5월 12일 ~ )는 일본의 전 축구 선수이다.

## 구단 경력
1996년 J1리그의 교토 퍼플 상가에 입단했다. 1996년후 현역 은퇴.